# Masoprocol
Masoprocol o acido mesonordiidroguaiaretico è un composto isolato dalla Larrea divaricata (una specie botanica appartenente alla famiglia delle Zygophyllaceae), caratterizzato da proprietà antibatteriche ed antineoplastiche. Viene utilizzato come farmaco per la sua attività antineoplastica ed antiproliferativa nei confronti dei cheratinociti. Si tratta di una sostanza con natura idrofobica e pertanto scarsamente solubile in acqua ma ben solubile in dimetilsulfossido.

## Farmacodinamica
L'esatto meccanismo d'azione di masoprocol rimane sconosciuto. Il composto è un potente inibitore della 5-lipossigenasi ed è dotato, come evidenziato su colture tissutali, di attività antiproliferativa nei confronti dei cheratinociti. Tuttavia l'esatta relazione fra questi suoi effetti e l'efficacia nella cheratosi attinica è ignota.

## Farmacocinetica
A seguito della applicazione su cute la quota di farmaco assorbita è inferiore al 2%.
In uno studio eseguito sui topi l'emivita terminale della sostanza si aggirava intorno ai 135 minuti.

## Usi clinici
Masoprocol è impiegato nel trattamento della cheratosi solare, nota anche come cheratosi attinica, in particolare della testa e del collo, e nel trattamento dell'epitelioma basocellulare.

## Dosi terapeutiche
Nel trattamento della cheratosi attinica, il masoprocol deve essere applicato, sotto forma di crema al 10%, due volte nella giornata, per un periodo di trattamento di 2-4 settimane. 
La crema deve essere applicata in modo uniforme, eseguendo un lieve massaggio dell'area cutanea interessata, che deve essere preventivamente ben pulita ed asciutta. 
Al termine di un ciclo di terapia, nella maggior parte dei pazienti è possibile osservare una riduzione delle lesioni, ma quasi mai una completa risoluzione della patologia.

## Effetti collaterali e indesiderati
Nel corso del trattamento l'applicazione topica ripetuta può causare fenomeni di sensibilizzazione e la comparsa di eritema, rash cutaneo, prurito, desquamazione, sensazione di bruciore, secchezza cutanea, edema, dolore locale e sanguinamento.
I fenomeni di tipo irritativo possono verificarsi in un paziente su due e la loro comparsa generalmente non implica una sospensione della terapia.

## Controindicazioni
Il farmaco è controindicato nei soggetti con ipersensibilità nota al principio attivo, oppure ad uno qualsiasi degli eccipienti presenti nella formulazione farmacologica.

## Avvertenze
Il composto non deve essere applicato vicino a occhi, naso e bocca. 
Le aree cutanee non interessate dalla cheratosi che vengono accidentalmente a contatto con il farmaco devono essere lavate immediatamente con acqua. 
La crema contenente masoprocol può macchiare vestiti e tessuti in genere. 
Durante il trattamento con il farmaco si deve avere l'avvertenza di non usare cosmetici o altre preparazioni dermatologiche e si deve evitare il bendaggio occlusivo.